# Golden Submarine
Golden Submarine (у перекладі — «Золота субмарина») — перегоновий автомобіль з кузовом обтічної форми, розроблений та побудований у 1917 році Фредом Оффенгаузером та Гаррі Міллером для популярного у той час американського гонщика Барні Олдфілда. Журнал «AutoWeek» відзначив, що цей автомобіль приніс Міллеру «загальнонаціональну популярність як виробнику гоночних автомобілів».

## Передумови
Барні Олдфілд працював із Міллером з Лос-Анжелеса, розробником та виробником карбюраторів, щоб створити перегонову машину, яка була б не лише швидкою та довговічною, але й захистила б водія у разі аварії. Боб Берман, один із головних суперників і найближчих друзів Олдфілда, загинув у 1916-му в аварії під час перегонів у Короні (Каліфорнія). Бурман помер від важких травм, отриманих під час перекидання у своєму автомобілі з відкритою кабіною. Олдфілд і Міллер об'єднали зусилля, щоб побудувати гоночний автомобіль із закритим каркасом безпеки в обтічному водійському відсіку, щоб повністю закрити водія

## Конструктивні особливості
Golden Submarine мав сталеву раму, а його кузов був виготовлений з алюмінію з прямокутними отворами-вікнами по периметру, через які водій міг дивитися, що надавало автомобілю деякої схожості з підводним човном. Ці вікна в автомобілі були захищені сіткою, щоб каміння не потрапляло всередину та не влучало у водія. Золотий колір був отриманий поєднанням бронзової пудри та лаку. Виготовлення автомобіла обійшлось у 15 000 доларів США ($343 000 у цінах 2023 року)

### Специфікація
Автомобіль був оснащений чотирициліндровим двигуном з алюмінієвого сплаву з робочим об'ємом 4,74 л (289 куб.дюймів), діаметром циліндрів 92 мм (3-5/8"), ходом поршня 177б8 мм (7") й потужністю 136 к.с. (101 кВт) при 2950 об/хв.. Двигун оснащався одним розподільним валом верхнього розташування (SOHC) з десмодромним механізмом приводу клапанів, подвійними впускними каналами для кожного циліндра, двома свічками запалювання на циліндр та магнето. Корпус і шасі автомобіля були випробувані в аеродинамічній трубі, кузов був виготовлений з алюмінію та мав захист водія при перекиданні. Колісна база мала 2642 мм (104"), маса становила 730 кг (1600 фунтів).
Безсумнівно Golden Submarine був набагато безпечнішим за тогочасні перегонові автомобілі без даху того, але, з іншого боку, конструкція суттєво обмежувала оглядовість для водія, а крім того, в разі аварії двері могли заклинити, унеможливлюючи вихід з автомобіля.

## Участь у перегонах
16 червня 1917 року автомобіль здійснив свій перший виїзд на трасу «Chicago Board Speedway» у Мейвуді (Іллінойс). Двигун відмовив після проходження 16 км (10 миль), але до цього моменту він дозволив розвинути середню швидкість у 167 км/год (104 милі на годину). Проблеми з двигуном були усунені наступного тижня, і 25 червня Барні Олдфілд тричі переміг головного суперника Ральфа де Пальму на ґрунтовій трасі «Мілуокі Mile».
Олдфілд перестав брати участь у перегонах в 1918 році, і автомобіль Golden Submarine недовго перебував у користуванні інших водіїв, після чого його подальша доля невідома. Було виготовлено декілька реплік, які тепер можна побачити на різних спортивних заходах у Великобританії чи США. Однак ці автомобілі не є точною копією оригіналу.
Автомобіль за період з 1917—1919 років взяв участь у 54 гонках, де отримав 20 перемог, двічі був другим і двічі — третім. Автомобіль кваліфікувався на 1919 Indianapolis 500, але вибув через відмову двигуна.